# SA-3
SA-3 (Saturn-Apollo 3) byl třetí zkušební let rakety Saturn I, druhý projektu Highwater a součást programu Apollo.

## Cíle

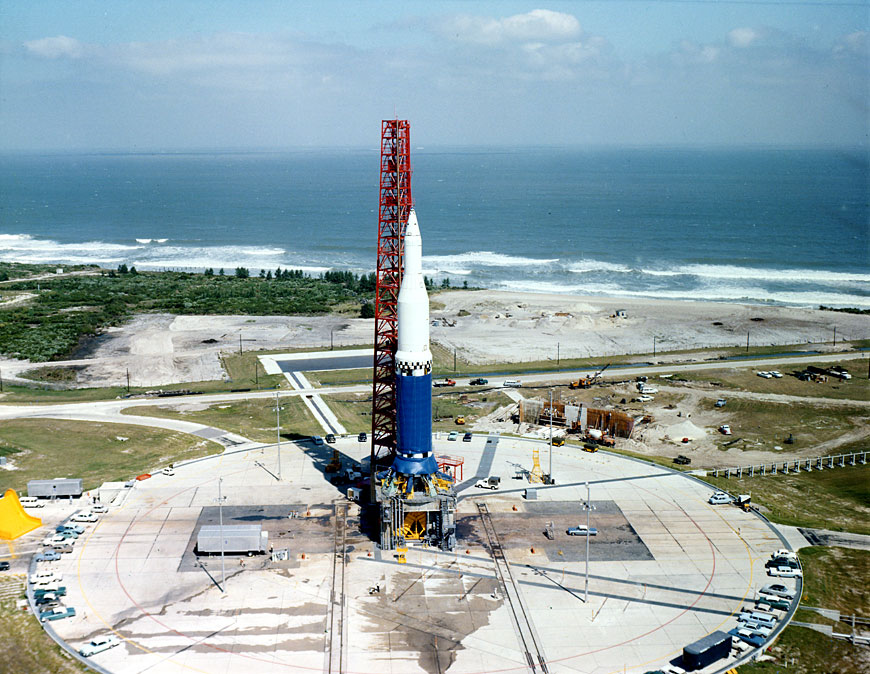
Saturn I na odpalovací rampě

Stejně jako předchozí mise (SA-1 a SA-2), i SA-3 se zaměřila na testování provozních parametrů rakety Saturn I. Druhým úkolem bylo vypustit v rámci projektu Highwater velké množství vody do vyšších vrstev atmosféry. Opět byla raketa vybavena maketami druhého a třetího stupně a nesla 109 000 litrů vody. Poprvé mělo dojít k testu zpětných raket, určených k oddělení prvního a druhého stupně. Telemetrie byla poprvé odesílána v digitální podobě. Poprvé měly být nádrže natankovány na plnou kapacitu paliva.

## Průběh letu
Start se konal 16. listopadu 1962 na odpalovacím komplexu 34 na Cape Canaveral. Motory byly zažehnuty v 17:45 UTC a raketa bez obtíží vystoupala do výšky 166 kilometrů. Po dosažení maximální výšky (apogea) byly odpáleny nálože a náklad vody byl rozptýlen do ionosféry. Téměř vše pracovalo správně a díky většímu objemu paliva, měli inženýři možnost sledovat chování rakety při pomalejší akceleraci a delším zážehu. Telemetrie však měla špatnou kvalitu a získaná data byla sporná.